# Gotovanstvo
Gotovanstvo označava ponašanje osoba koje žele sve dobiti gotovo i bez vlastitog truda. Takvo ponašanje čine komotne osoba koje čekaju da drugi obave razne obične poslove i oni koji ne želi ulagati previše truda u neki zajednički posao.